# 319 a.C.

## Eventos
- Continua a Segunda Guerra Samnita.
- Lúcio Papírio Cursor, pela terceira vez, e Quinto Áulio Cerretano, pela segunda vez, cônsules romanos.

## Mortes
- Dêmades, orador e demagogo ateniense (n. 380 a.C.).